# Катлер (Калифорнија)
Катлер (енгл. Cutler) насељено је место без административног статуса у америчкој савезној држави Калифорнија.

## Демографија
По попису из 2010. године број становника је 5.000, што је 509 (11,3%) становника више него 2000. године.
| Група             | 2000.         | 2010.         |
| Белци             | 88 (2,0%)     | 80 (1,6%)     |
| Афроамериканци    | 17 (0,4%)     | 50 (1,0%)     |
| Азијати           | 37 (0,8%)     | 64 (1,3%)     |
| Хиспаноамериканци | 4.322 (96,2%) | 4.829 (96,6%) |
| Укупно            | 4.491         | 5.000         |